# Saint-Médard (Charente Marittima)
Saint-Médard è un comune francese di 89 abitanti situato nel dipartimento della Charente Marittima nella regione della Nuova Aquitania.

## Società

### Evoluzione demografica
Abitanti censiti